# Meszuge
Meszuge (ur. 1958 w Opolu) – polski pisarz i bloger, publikujący artykuły i eseje na temat alkoholizmu i programu 12 kroków AA w periodykach Wspólnoty Anonimowych Alkoholików takich jak: Zdrój, Karlik, Mityng, Warta, czy Gryf oraz na własnym blogu. 27 lipca 2019 Meszuge otrzymał w Licheniu nagrodę „Pelikan”, która przyznawana jest osobom zasłużonym dla środowisk trzeźwościowych w Polsce.

## Twórczość
- Z piekła do Trzeźwości. Poznań: Stowarzyszenie Pomocy Osobom Zagrożonym Uzależnieniem i Uzależnionym „BEZ”, 2009, s. 128. ISBN 978-83-929584-0-6.
- Alkoholik. Autobiograficzna opowieść o życiu, piciu, uzależnieniu i wyzwoleniu. Kraków: WAM, maj 2011, s. 292. ISBN 978-83-7505-824-6.
- 12 kroków od dna. Opowieść o trzeźwości osiągniętej dzięki Wspólnocie AA. Kraków: WAM, maj 2011, s. 248. ISBN 978-83-7505-825-3.
- Alkoholizm zobowiązuje. Nie tylko dla alkoholików, gawędy o trzeźwym myśleniu, odpowiedzialności i rozwoju osobistym. Kraków: WAM, 2012, s. 223. ISBN 978-83-7505-908-3.
- Krok za Krokiem. Z alkoholizmem można wygrać. Kraków: WAM, 2014, s. 292. ISBN 978-83-7767-957-9.
- Przebudzenie. Droga do świadomego życia. Druga Strona, 2014, s. 216. ISBN 978-83-64190-04-9.
- 12 Kroków od dna. Sponsorowanie. Kraków: WAM, czerwiec 2015, s. 364. ISBN 978-83-277-1031-4.
- Alkoholik. Autobiograficzna opowieść o życiu, piciu, uzależnieniu i wyzwoleniu. Cała prawda i... historii ciąg dalszy.. Kraków: WAM, sierpień 2016, s. 336. ISBN 978-83-277-1164-9.
- Łzy w deszczu. Ridero, listopad 2019, s. 156. ISBN 978-83-8189-377-0.
- Zapiski sponsora. Ridero, lipiec 2020, s. 295. ISBN 978-83-8221-343-0.
- Teksty wybrane, Najlepsze z najlepszych. Ridero, lipiec 2020, s. 371. ISBN 978-83-8221-344-7.
- Alkoholicy i ludzie, Podróż bez końca. Ridero, marzec 2024, s. 293. ISBN 978-83-8369-406-1.